# Elezioni politiche suppletive in Francia del 1969
Le elezioni politiche suppletive francesi del 1969 sono le elezioni tenute in Francia nel corso del 1969 per eleggere deputati dell'assemblea nazionale dei collegi uninominali rimasti vacanti. 

## Risultati

### 2° collegio di Cantal
Le elezioni politiche suppletive nel 2° collegio di Cantal si sono tenute il 21 settembre in seguito alla elezione di Georges Pompidou a Presidente della Repubblica. Poiché Pierre Raynal ha ottenuto la maggioranza dei voti al primo turno, non è stato necessario procedere al ballottaggio.
| Partito                            | Partito                            | Candidato                          | Risultati 21 settembre | Risultati 21 settembre |
| Partito                            | Partito                            | Candidato                          | Voti                   | %                      |
| ---------------------------------- | ---------------------------------- | ---------------------------------- | ---------------------- | ---------------------- |
|                                    | UDR                                | Pierre Raynal                      | 19 956                 | 70,17                  |
|                                    | PSU                                | Jean-Baptiste Delpirou             | 4 541                  | 15,97                  |
|                                    | PCF                                | Louis Taurant                      | 3 943                  | 13,86                  |
|                                    |                                    |                                    |                        |                        |
| Iscritti                           | Iscritti                           | Iscritti                           | 52 452                 | 100,00                 |
| ↳ Votanti (% su iscritti)          | ↳ Votanti (% su iscritti)          | ↳ Votanti (% su iscritti)          | 29 150                 | 55,57                  |
| ↳ Voti validi (% su votanti)       | ↳ Voti validi (% su votanti)       | ↳ Voti validi (% su votanti)       | 28 440                 | 97,56                  |
| ↳ Schede non valide (% su votanti) | ↳ Schede non valide (% su votanti) | ↳ Schede non valide (% su votanti) | 710                    | 2,44                   |
| ↳ Astenuti (% su iscritti)         | ↳ Astenuti (% su iscritti)         | ↳ Astenuti (% su iscritti)         | 23 302                 | 44,43                  |
|                                    |                                    |                                    |                        |                        |
|                                    | Esito: collegio confermato a UDR   |                                    |                        |                        |

### 3° collegio di Doubs
Le elezioni politiche suppletive nel 3° collegio di Doubs si sono tenute il 15 ottobre in seguito alle dimissioni di Christian Genevard. Poiché Edgar Faure ha ottenuto la maggioranza dei voti al primo turno, non è stato necessario procedere al ballottaggio.
| Partito                            | Partito                            | Candidato                          | Risultati 15 ottobre | Risultati 15 ottobre |
| Partito                            | Partito                            | Candidato                          | Voti                 | %                    |
| ---------------------------------- | ---------------------------------- | ---------------------------------- | -------------------- | -------------------- |
|                                    | DIV                                | Edgar Faure                        | 24 932               | 72,71                |
|                                    | PU                                 | Robert Schwint                     | 6 125                | 17,86                |
|                                    | PCF                                | Robert Charles                     | 2 065                | 6,02                 |
|                                    | PSU                                | Bernard Laude                      | 1 166                | 3,40                 |
|                                    |                                    |                                    |                      |                      |
| Iscritti                           | Iscritti                           | Iscritti                           | 56 131               | 100,00               |
| ↳ Votanti (% su iscritti)          | ↳ Votanti (% su iscritti)          | ↳ Votanti (% su iscritti)          | 35 617               | 63,45                |
| ↳ Voti validi (% su votanti)       | ↳ Voti validi (% su votanti)       | ↳ Voti validi (% su votanti)       | 34 288               | 96,27                |
| ↳ Schede non valide (% su votanti) | ↳ Schede non valide (% su votanti) | ↳ Schede non valide (% su votanti) | 1 329                | 3,73                 |
| ↳ Astenuti (% su iscritti)         | ↳ Astenuti (% su iscritti)         | ↳ Astenuti (% su iscritti)         | 20 514               | 36,55                |
|                                    |                                    |                                    |                      |                      |
|                                    | Esito: collegio passa da UDR a DIV |                                    |                      |                      |

### 8° collegio della Mosella
Le elezioni politiche suppletive nel 8° collegio della Mosella si sono tenute il 19 ottobre in seguito alle dimissioni di Maurice Jarrige. Poiché Pierre Messmer ha ottenuto la maggioranza dei voti al primo turno, non è stato necessario procedere al ballottaggio.
| Partito                            | Partito                            | Candidato                          | Risultati 19 ottobre | Risultati 19 ottobre |
| Partito                            | Partito                            | Candidato                          | Voti                 | %                    |
| ---------------------------------- | ---------------------------------- | ---------------------------------- | -------------------- | -------------------- |
|                                    | UDR                                | Pierre Messmer                     | 28 114               | 79,76                |
|                                    | DVD                                | Michel Barthélemy                  | 3 732                | 10,59                |
|                                    | PCF                                | Gabriel Schlosser                  | 1 605                | 4,55                 |
|                                    | PSU                                | Jean-Pierre Garel                  | 908                  | 2,58                 |
|                                    | PS                                 | Bernard Parmantier                 | 889                  | 2,52                 |
|                                    |                                    |                                    |                      |                      |
| Iscritti                           | Iscritti                           | Iscritti                           | 54 626               | 100,00               |
| ↳ Votanti (% su iscritti)          | ↳ Votanti (% su iscritti)          | ↳ Votanti (% su iscritti)          | 36 404               | 66,64                |
| ↳ Voti validi (% su votanti)       | ↳ Voti validi (% su votanti)       | ↳ Voti validi (% su votanti)       | 35 248               | 96,82                |
| ↳ Schede non valide (% su votanti) | ↳ Schede non valide (% su votanti) | ↳ Schede non valide (% su votanti) | 1 156                | 3,18                 |
| ↳ Astenuti (% su iscritti)         | ↳ Astenuti (% su iscritti)         | ↳ Astenuti (% su iscritti)         | 18 222               | 33,36                |
|                                    |                                    |                                    |                      |                      |
|                                    | Esito: collegio confermato a UDR   |                                    |                      |                      |

### 4° collegio della Sarthe
Le elezioni politiche suppletive nel 4° collegio della Sarthe si sono tenute il 19 ottobre in seguito alle dimissioni di René Pailler, supplente di Joël Le Theule, per permettere allo stesso Le Theule di essere rieletto a termine della esperienza governativa. Poiché Joël Le Theule ha ottenuto la maggioranza dei voti al primo turno, non è stato necessario procedere al ballottaggio.
| Partito                            | Partito                            | Candidato                          | Risultati 19 ottobre | Risultati 19 ottobre |
| Partito                            | Partito                            | Candidato                          | Voti                 | %                    |
| ---------------------------------- | ---------------------------------- | ---------------------------------- | -------------------- | -------------------- |
|                                    | UDR                                | Joël Le Theule                     | 20 431               | 64,26                |
|                                    | PCF                                | Pierre Combe                       | 8 124                | 25,55                |
|                                    | PS                                 | Léon Beaulaton                     | 2 005                | 6,31                 |
|                                    | PSU                                | Maurice Jacquier                   | 1 235                | 3,88                 |
|                                    |                                    |                                    |                      |                      |
| Iscritti                           | Iscritti                           | Iscritti                           | 57 955               | 100,00               |
| ↳ Votanti (% su iscritti)          | ↳ Votanti (% su iscritti)          | ↳ Votanti (% su iscritti)          | 32 864               | 56,71                |
| ↳ Voti validi (% su votanti)       | ↳ Voti validi (% su votanti)       | ↳ Voti validi (% su votanti)       | 31 795               | 96,75                |
| ↳ Schede non valide (% su votanti) | ↳ Schede non valide (% su votanti) | ↳ Schede non valide (% su votanti) | 1 069                | 3,25                 |
| ↳ Astenuti (% su iscritti)         | ↳ Astenuti (% su iscritti)         | ↳ Astenuti (% su iscritti)         | 25 091               | 43,29                |
|                                    |                                    |                                    |                      |                      |
|                                    | Esito: collegio confermato a UDR   |                                    |                      |                      |

### 4° collegio della Savoia
Le elezioni politiche suppletive nel 4° collegio della Savoia si sono tenute il 19 ottobre in seguito alle dimissioni di Léopold Durbet. Poiché Pierre Dumas ha ottenuto la maggioranza dei voti al primo turno, non è stato necessario procedere al ballottaggio.
| Partito                            | Partito                            | Candidato                          | Risultati 19 ottobre | Risultati 19 ottobre |
| Partito                            | Partito                            | Candidato                          | Voti                 | %                    |
| ---------------------------------- | ---------------------------------- | ---------------------------------- | -------------------- | -------------------- |
|                                    | UDR                                | Pierre Dumas                       | 18 255               | 61,55                |
|                                    | PCF                                | Auguste Mudry                      | 6 524                | 22,00                |
|                                    | PSU                                | Michel Poensin                     | 2 735                | 9,22                 |
|                                    | PS                                 | Gilbert Antonin                    | 2 145                | 7,23                 |
|                                    |                                    |                                    |                      |                      |
| Iscritti                           | Iscritti                           | Iscritti                           | 59 603               | 100,00               |
| ↳ Votanti (% su iscritti)          | ↳ Votanti (% su iscritti)          | ↳ Votanti (% su iscritti)          | 30 485               | 51,15                |
| ↳ Voti validi (% su votanti)       | ↳ Voti validi (% su votanti)       | ↳ Voti validi (% su votanti)       | 29 659               | 97,29                |
| ↳ Schede non valide (% su votanti) | ↳ Schede non valide (% su votanti) | ↳ Schede non valide (% su votanti) | 826                  | 2,71                 |
| ↳ Astenuti (% su iscritti)         | ↳ Astenuti (% su iscritti)         | ↳ Astenuti (% su iscritti)         | 29 118               | 48,85                |
|                                    |                                    |                                    |                      |                      |
|                                    | Esito: collegio confermato a UDR   |                                    |                      |                      |

### 2° collegio di Yonne
Le elezioni politiche suppletive nel 2° collegio di Yonne si sono tenute il 19 ottobre in seguito alle dimissioni di Georges Barillon, supplente di Jean Chamant. Poiché Jean Chamant ha ottenuto la maggioranza dei voti al primo turno, non è stato necessario procedere al ballottaggio.
| Partito                            | Partito                            | Candidato                          | Risultati 15 ottobre | Risultati 15 ottobre |
| Partito                            | Partito                            | Candidato                          | Voti                 | %                    |
| ---------------------------------- | ---------------------------------- | ---------------------------------- | -------------------- | -------------------- |
|                                    | DIV                                | Jean Chamant                       | 27 808               | 74,02                |
|                                    | PCF                                | Pierre Vigreux                     | 5 857                | 15,59                |
|                                    | PSU                                | Jacques Ribs                       | 3 903                | 10,39                |
|                                    |                                    |                                    |                      |                      |
| Iscritti                           | Iscritti                           | Iscritti                           | 53 760               | 100,00               |
| ↳ Votanti (% su iscritti)          | ↳ Votanti (% su iscritti)          | ↳ Votanti (% su iscritti)          | 43 657               | 81,21                |
| ↳ Voti validi (% su votanti)       | ↳ Voti validi (% su votanti)       | ↳ Voti validi (% su votanti)       | 37 568               | 86,05                |
| ↳ Schede non valide (% su votanti) | ↳ Schede non valide (% su votanti) | ↳ Schede non valide (% su votanti) | 6 089                | 13,95                |
| ↳ Astenuti (% su iscritti)         | ↳ Astenuti (% su iscritti)         | ↳ Astenuti (% su iscritti)         | 10 103               | 18,79                |
|                                    |                                    |                                    |                      |                      |
|                                    | Esito: collegio passa da UDR a DIV |                                    |                      |                      |

### 4° collegio di Yvelines
Le elezioni politiche suppletive nel 4° collegio di Yvelines si sono tenute il 19 ottobre in seguito alle dimissioni di Pierre Clostermann. Poiché nessun candidato ha ottenuto la maggioranza dei voti al primo turno, stato necessario procedere al ballottaggio il 26 ottobre
| Partito                            | Partito                            | Candidato                          | Primo turno 19 ottobre | Primo turno 19 ottobre | Ballottaggio 26 ottobre | Ballottaggio 26 ottobre |
| Partito                            | Partito                            | Candidato                          | Voti                   | %                      | Voti                    | %                       |
| ---------------------------------- | ---------------------------------- | ---------------------------------- | ---------------------- | ---------------------- | ----------------------- | ----------------------- |
|                                    | PSU                                | Michel Rocard                      | 5 166                  | 20,73                  | 15 200                  | 53,78                   |
|                                    | UDR                                | Maurice Couve de Murville          | 10 225                 | 41,03                  | 13 063                  | 46,22                   |
|                                    | PCF                                | Jean Cuguen                        | 4 998                  | 20,06                  |                         |                         |
|                                    | CD                                 | Pierre Sonneville                  | 3 196                  | 12,83                  |                         |                         |
|                                    | DVD                                | Camille Brissat                    | 858                    | 3,44                   |                         |                         |
|                                    | PS                                 | Marcel Debarge                     | 475                    | 1,91                   |                         |                         |
|                                    |                                    |                                    |                        |                        |                         |                         |
| Iscritti                           | Iscritti                           | Iscritti                           | 47 186                 | 100,00                 | 47 186                  | 100,00                  |
| ↳ Votanti (% su iscritti)          | ↳ Votanti (% su iscritti)          | ↳ Votanti (% su iscritti)          | 25 453                 | 53,94                  | 29 253                  | 62,00                   |
| ↳ Voti validi (% su votanti)       | ↳ Voti validi (% su votanti)       | ↳ Voti validi (% su votanti)       | 24 918                 | 97,90                  | 28 263                  | 96,62                   |
| ↳ Schede non valide (% su votanti) | ↳ Schede non valide (% su votanti) | ↳ Schede non valide (% su votanti) | 535                    | 2,10                   | 990                     | 3,38                    |
| ↳ Astenuti (% su iscritti)         | ↳ Astenuti (% su iscritti)         | ↳ Astenuti (% su iscritti)         | 21 733                 | 46,06                  | 17 933                  | 38,00                   |
|                                    |                                    |                                    |                        |                        |                         |                         |
|                                    | Esito: collegio passa da UDR a PSU |                                    |                        |                        |                         |                         |

## Riepilogo
| Data 1º turno | Ballottaggio   | Circoscrizione | Collegio | Parlamentare uscente | Partito | Parlamentare eletto | Partito |
| ------------- | -------------- | -------------- | -------- | -------------------- | ------- | ------------------- | ------- |
| 21 settembre  | Non necessario | Cantal         | 2°       | Georges Pompidou     | UDR     | Pierre Raynal       | UDR     |
| 15 ottobre    | Non necessario | Doubs          | 3°       | Christian Genevard   | UDR     | Edgar Faure         | DIV     |
| 19 ottobre    | Non necessario | Mosella        | 8°       | Maurice Jarrige      | UDR     | Pierre Messmer      | UDR     |
| 19 ottobre    | Non necessario | Sarthe         | 8°       | Joël Le Theule       | UDR     | Joël Le Theule      | UDR     |
| 19 ottobre    | Non necessario | Savoia         | 4°       | Léopold Durbet       | UDR     | Pierre Dumas        | UDR     |
| 19 ottobre    | Non necessario | Yonne          | 2°       | Jean Chamant         | UDR     | Jean Chamant        | DIV     |
| 19 ottobre    | 26 ottobre     | Yvelines       | 4°       | Pierre Clostermann   | UDR     | Michel Rocard       | PSU     |